# يوسوكي يادا
يوسوكي يادا (باليابانية: 谷田 悠介) (22 سبتمبر 1983 في أساكي في اليابان – )؛ هو لاعب كرة قدم ياباني سابق كان يلعب كلاعب وسط.

## وصلات خارجية
- يوسوكي يادا على موقع رابطة كرة القدم اليابانية للمحترفين (اليابانية)
- يوسوكي يادا على موقع قاعدة بيانات كرة القدم.إي يو (الإنجليزية)
- يوسوكي يادا على موقع Soccerway.com (الإنجليزية)